# Hebeloma pusillum
Espèce
Heleboma pusillum est une espèce de champignons agaricomycètes du genre Hebeloma et de la famille des Strophariaceae.

## Description
Le chapeau du sporophore est bicolore, brun au centre et blanc sur le pourtour. Il est également décrit comme étant lustré, visqueux et mesure entre 5 et 23 mm de diamètre.
Le pied mesure généralement entre 2 et 4 cm, pour un diamètre de 3 à 5 mm.
La chair de cet hébélome est blanche, ferme et dégage une odeur raphanoïde.

## Écologie
Ce champignon se développe dans des zones marécageuses. On peut notamment le trouver sous les saules.

## Comestibilité et toxicité
Comme l'ensemble des champignons du genre Hebeloma, Heleboma pusillum n'est pas comestible.